# Герб Эстергётланда
Герб Эстергётланда (швед. Östergötlands vapen) — символ исторической провинции (ландскапа)
Эстергётланд, Швеция. Также употребляется как официальный символ современного административно-территориального образования лена Эстергётланд.

## История
Эстергётланд был представлен во время похорон короля Густава Вазы 1560 двумя гербами: Вестанстонга (в красном поле золотой дракон) и Эстанстонга (в красно-золотом поле лев). В дальнейшем краевым гербом остался дракон, к которому добавлены розы.

Герб Вестанстонга
Герб Эстанстонга
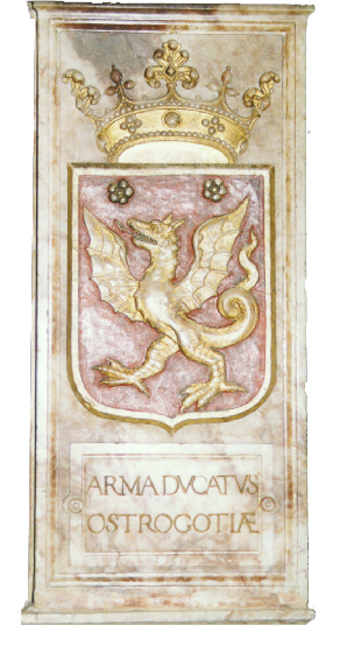
Герб Эстергётланда на надгробии Густава Вазы

В 1884 году символ истолкован как «грифон с крыльями и хвостом дракона», а в 1972 году он получил синие когти, клюв и язык.
Как герб лена этот знак утверждён в 1972 году.

## Описание (блазон)
В червлёном поле золотой грифон с крыльями, хвостом и языком дракона, язык и вооружение синие, в каждом углу щита, сопровождается розой из серебра.

## Содержание
Герб ландскапа может увенчиваться герцогской короной. Герб лена может использоваться органами власти увенчанный королевской короной.

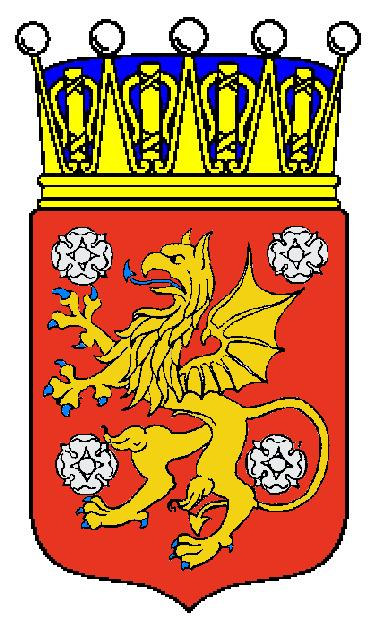
Герб ландскапа Эстергётланд (с герцогской короной)
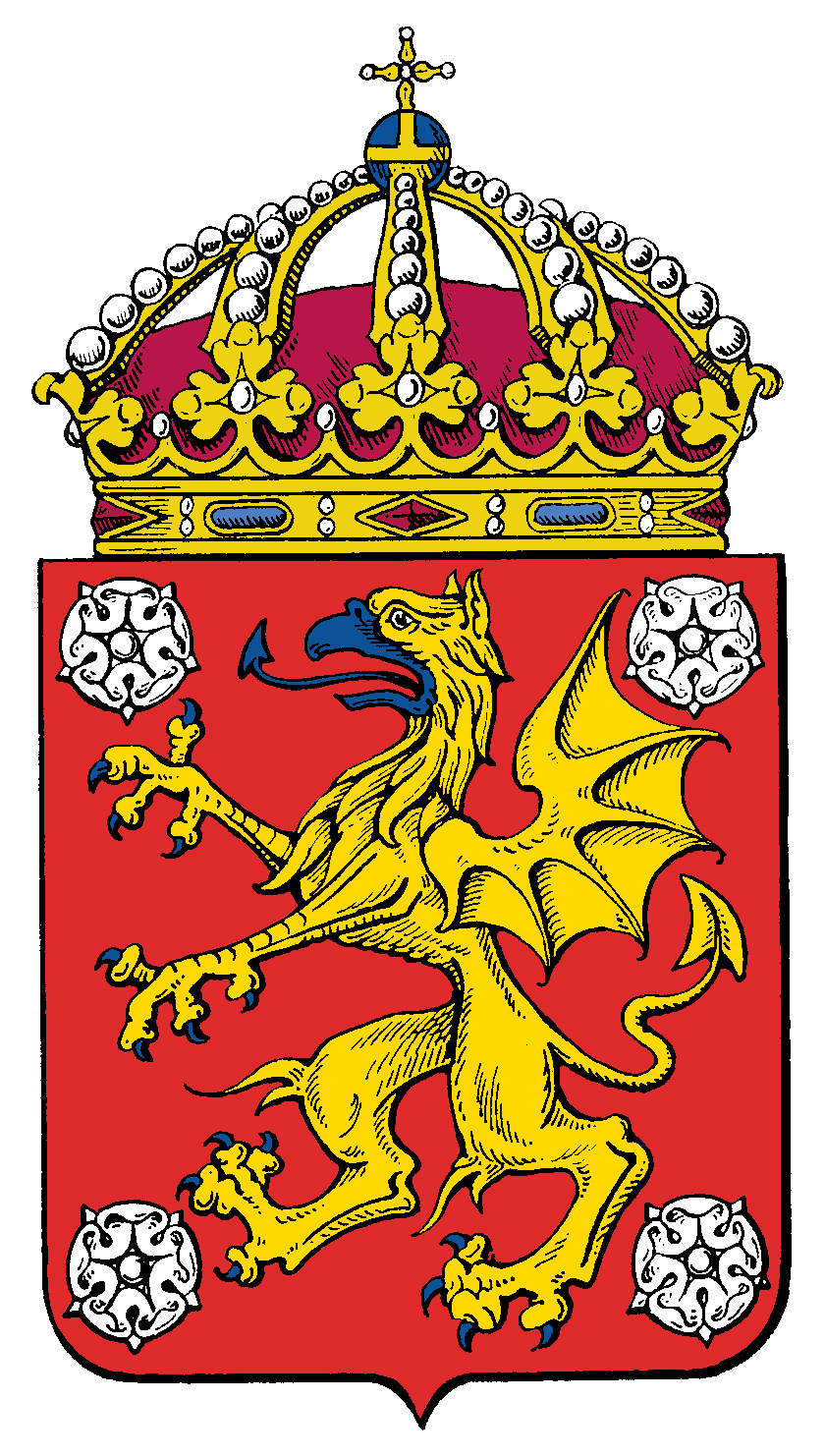
Герб лена Эстергётланд (с королевской короной)